# Nephthea crassa
Nephthea crassa är en korallart som beskrevs av Kükenthal 1903. Nephthea crassa ingår i släktet Nephthea och familjen Nephtheidae. Inga underarter finns listade i Catalogue of Life.